# Kompania czołgów średnich 4 Pułku Czołgów Ciężkich
Kompania czołgów średnich 4 Pułku Czołgów Ciężkich – pododdział wydzielony z 1 Brygady Pancernej im. Bohaterów Westerplatte i podporządkowany 4 Pułku Czołgów Ciężkich.

## Sformowanie
W wyniku ciężkich walk w operacji pomorskiej 1 Brygada Pancerna straciła możliwość kontynuowania walki w swojej dotychczasowej postaci. Brzeg morza osiągnęły tylko cztery jej sprawne czołgi (wszystkie T-34-85): 214, 217, 220 i 121. Zgodnie z rozkazem jednostka pozostała w Gdańsku, celem obrony wybrzeża w tym rejonie.
W międzyczasie udało się wyremontować kilka uszkodzonych czołgów brygady. Wówczas to podjęto decyzję o sformowaniu z dziesięciu sprawnych wozów kompanii pancernej, która miała kontynuować walkę w składzie 4 Pułku Czołgów Ciężkich. Załogi uzupełniano min. czołgistami powracającymi ze szpitala oraz żołnierzami po szkołach pancernych.

## Struktura organizacyjna
Skład:
- 10 czołgów T-34-85[3] lub cztery T-34-85 i sześć T-34[4]

Dowódcy czołgów:
- por. Paweł Dobrynin (także dowódca kompanii)
- ppor. Władysław Bagiński
- ppor. Stanisław Grala
- chor. Józef Najmowicz
- st. sierż. Stanisław Zieliński
- st. sierż. Ernest Jeleń[5]
- st. sierż. Mieczysław Birula
- st. sierż. Siergiej Kryłow

Pozostałe dwa nazwiska dowódców nieznane.
Łącznie 44-50 żołnierzy.

## Działania bojowe
Kompania przeprawiła się na lewy brzeg Odry 19 kwietnia 1945 wchodząc razem z pułkiem do walk w Brandenburgii. Nad Kanałem Hohenzollernów jednostka wspierała natarcie 4 Dywizji Piechoty im. Jana Kilińskiego. Ostatnim sprawnym czołgiem, który zakończył szlak bojowy kompanii był T-34-85 o numerze bocznym 217. Dowodził nim ranny w Bydgoszczy st. sierż. Stanisław Zieliński (w poprzednim czołgu 217, jeszcze w wersji T-34 model 1943, był strzelcem-radiooperatorem). Nastąpiło to 5 maja 1945 w Schollen.

## Kamuflaż i oznakowanie wozów
Jako jednostka składowa 4 pczc kompania przyjęła oznaczenia pułku: wozy bojowe malowano farbą olejną koloru ciemnozielonego. Na wieży malowano orła. Stylizowany, aczkolwiek znacznie uproszczony kształt orła wzorowany był na orle piastowskim. Wysokość orła wahała się od 20 do 40 cm. W 4 pczc, znak orła malowano na tle czerwonego rombu obwiedzionego białymi liniami.